# Johannes Kramer (Physiker)
Johannes Heinrich Kramer (* 1905 in  Neuenkirchen; † 8. Juni 1975 in Braunschweig) war ein deutscher Physiker der Experimentalphysik sowie Direktor und Professor a. D. an der Physikalisch-Technischen Bundesanstalt (PTB) in Braunschweig.

## Leben
Kramer studierte an den Universitäten in Bonn, Münster und Kiel. 1933 wurde er an der Christian-Albrechts-Universität zu Kiel mit einer Arbeit Über nichtleitende Metallmodifikationen zum Dr. phil. (Doktor der Naturwissenschaften) promoviert. Anschließend war er für zwei Jahre als Assistent Professor Zahns in Kiel tätig, ehe er, gemeinsam mit diesem, nach Ankara in die Türkei wechselte. Dort beschäftigte er sich mit dünnen Metallschichten. 1939 kehrte er nach Deutschland zurück und nahm eine Stellung in der Physikalisch-Technischen Reichsanstalt (PTR) in Berlin an. Kramer arbeitete im Kältelabor in der Arbeitsgruppe um Eduard Justi an der Anisotropie der Magnetowiderstandsänderung von Metalleinkristallen bei tiefen Temperaturen. Kramer erforschte im selben Jahr erstmals die Emission von niederenergetischen Elektronen aus Festkörpern nach der Beanspruchung durch chemische Oberflächenreaktionen, mechanische Belastung oder energiereiche Strahlung und erkannte darin eine einheitliche Erscheinungsform. Er gilt als Begründer der Erforschung der Exoelektronenemission, die 1956 auf einer Tagung in Innsbruck nach ihm „Kramer-Effekt“ genannt wurde.

## Schriften
- Über nichtleitende Metallmodifikationen. (= Dissertation Universität Kiel 1933) in: Annalen der Physik. Folge 5. Band 19, Heft 1. J. A. Barth, Leipzig  1934, doi:10.1002/andp.19344110104.
- Der metallische Zustand. (mit einem Geleitwort von Wilhelm Kösters) Vandenhoeck & Ruprecht, Göttingen 1950, DNB 452561116.
- Vergleich zwischen Lumineszenz und Exoelektronenemission. in: Die Naturwissenschaften. 1954, ISSN 0028-1042, S. 160–161.
- J. Kramer: Untersuchungen chemischer Reaktionen an Festkörperoberflächen mit Exoelektronen nach Röntgenbestrahlung. In: Zeitschrift für Physikalische Chemie. Band 25, Nr. 5/6. Physikalisch-Technischen Bundesanstalt, Braunschweig 1960. ISSN 0044-3336, S. 289–309, doi:10.1524/zpch.1960.25.5_6.289.